# Coma myxœdémateux

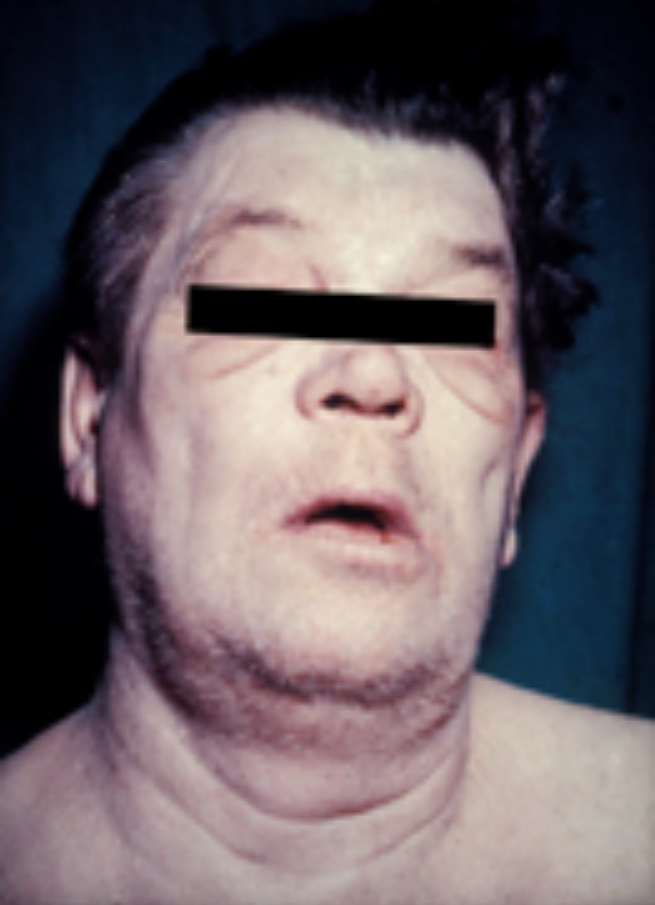
face de Myxedema

Le coma myxœdémateux est une complication rare mais grave de l'hypothyroïdie,,. C'est un coma calme, hypothermique avec bradycardie.
Il est déclenché par une infection, un traumatisme, une intervention chirurgicale ou un arrêt du traitement substitutif.
Le pronostic est dominé par plusieurs manifestations respiratoires : bradypnée, encombrement bronchique, épanchements pleuraux.
Le pronostic est sombre malgré un traitement prudent par des hormones de substitution utilisées par voie parentérale.